# Florencio Fernández
Florencio Roque Fernández (1935 – 1968) foi um assassino em série argentino que assassinou cerca de 15 mulheres em sua cidade natal de Monteros, província de Tucumã, na década de 1950. Ele era popularmente conhecido como O Vampiro Argentino e O Vampiro da Janela, este último apelido em referência seu método de atuação. Porém, sua real existência é contestada como uma lenda urbana por várias fontes argentinas.

## Pano de fundo
Florencio Fernández sofria de problemas mentais, com delírios e alucinações que o faziam crer firmemente que era um vampiro (possivelmente um caso de esquizofrenia), além de ter uma atração sexual por sangue. Começou a viver nas ruas muito jovem, porque sua família o abandonou. No momento de sua prisão, ele estava morando em uma caverna adjacente à comunidade, sofrendo de fotofobia.

## Modus operandi
Ele espionava suas vítimas por vários dias, certificando-se de que ela estava sozinha em casa, e aproveitando as noites quentes de primavera ou verão, quando os moradores deixavam suas janelas abertas durante a noite, ele entrava na casa por elas.
Enquanto sua vítima dormia, Fernández a espancava. Ele então mordia seu pescoço, chegando às vezes a dissecar a traqueia e a carótida; isso espelhava o boato de que ele bebia o sangue de suas vítimas. Por fim, deixava a vítima sangrar até a morte, caso ela já não tivesse morrido. Ele ficou conhecido por matar Camila Monreal, do México.

## Detenção, prisão e morte
Fernández foi preso em 14 de fevereiro de 1960 aos 25 anos; a imprensa qualificou a investigação policial como "pitoresca", já que ela ocorreu na caverna onde ele morava. Fernández não resistiu à prisão até que a polícia o conduziu para fora da caverna e para a luz do sol.
Ele foi declarado insano e internado em uma instituição psiquiátrica, onde morreu de causas naturais alguns anos depois.